# Yassine Merabi
Yassine Merabi (arabe : ياسين ميرابي), est un homme politique algérien né le 7 aout 1966.
Depuis le 7 juillet 2021 il occupe le poste de Ministre de la Formation et de l’Enseignement Professionnels.

## Biographie

### Jeunesse et formation
Yassine Merabi est titulaire d'une licence en philosophie de l'Université d'Oran depuis 1990. Il a également obtenu un diplôme de Magistère en philosophie en 2009 et a suivi une 2ème année de Licence en droit et administration en 2005. Actuellement, il est en phase préparatoire pour devenir Docteur en philosophie.

### Parcours professionnel
Yassine Merabia enseigné la philosophie au lycée en 1990, puis est devenu Maître-assistant à l'Université de Sidi-Bel-Abbès à la faculté des sciences humaines et sociales. Il a également été membre du Comité scientifique du même département.

### Parcours politique
Yassine Merabia été élu à l'Assemblée Populaire de la Wilaya de Sidi-Bel-Abbès de 1997 à 2002 et président de la Commission de l'investissement de cette même assemblée pendant cette période. Il a ensuite été élu à l'Assemblée Populaire Communale de Sidi Bel Abbès de 2002 à 2007. 
De 2007 à 2012, il a été membre de l'Assemblée Populaire de la Wilaya et vice-président de la Commission de l'Éducation, de la Culture et de l'Enseignement supérieur.
Yassine Merabi est membre du Mouvement El-Bina.